# Weißbäuchige Wollige Zwergbeutelratte
Die Weißbäuchige Wollige Zwergbeutelratte (Marmosa constantiae), auch Weißbauch-Zwergbeutelratte genannt, ist eine Säugetierart aus der Gattung der Zwergbeutelratten, die vom Río Gálvez im Nordosten von Peru bis zu den bolivianischen Departamentos Pando und Santa Cruz im Süden vorkommt und außerdem in den brasilianischen Bundesstaaten Acre, Amazonas, Rondônia, im westlichen Mato Grosso und im äußersten Südwesten von Pará bis zu den westlichen Ufern von Rio Teles Pires und Rio Tapajós verbreitet ist.
Der Artzusatz im wissenschaftlichen Namen ehrt die englische Biologin Constance Sladen.

## Merkmale
Die Tiere sind relativ große Zwergbeutelratten. Männchen der Weißbäuchigen Wolligen Zwergbeutelratte erreichen eine Kopfrumpflänge von 15,9 bis 20,3 cm, und haben einen 21,8 bis 28,9 cm langen Schwanz, 26 bis 32 mm lange Hinterfüße und 24 bis 30 mm lange Ohren. Ihr Gewicht liegt zwischen 78 und 185 g. Weibchen sind mit Kopfrumpflängen von 13,8 bis 17,5 cm, 18,6 bis 25 cm langen Schwänzen und Gewichten von 50 bis 142 g deutlich kleiner. Ihre Hinterfüße sind 20 bis 30 mm lang und ihre Ohren 23 bis 29 mm. Das Fell ist lang und wollig. Am Rücken ist es grau mit einem leichten bräunlichen oder gelblichen Einschlag. An den Körperseiten ist das Fell heller. Die Augen sind von dunkelbraunen oder schwarzen Ringen umgeben. Das Fell zwischen den Augen ist gelb. Die Unterseite ist vom Kinn bis zum Anus cremeweiß, manchmal mit einem rosigen oder gelblichen Einschlag. Die Ohren sind dunkelbraun. Weibchen haben 15 Zitzen, eine mittigen und je sieben an den Seiten, aber keinen Beutel.

## Lebensweise
Weißbauch-Zwergbeutelratten kommen in mehr oder weniger feuchten Wäldern vor, bevorzugen innerhalb dieser Wälder aber die trockeneren Regionen. Die Tiere sind anscheinend strikt arboreal (baumbewohnend). Noch nie ist eins in einer Falle auf dem Erdboden gefangen worden. Über ihre Ernährung, die Aktivitätsmuster und die Fortpflanzung ist noch nichts genaueres bekannt. Im Magen eines in Jujuy gefangenen Exemplars fand man pflanzliches Material und Insekten und in Bolivien wurde ein Weibchen mit fünf Jungtieren im August gefangen.

## Gefährdung
Nach Angaben der IUCN ist der Bestand der Weißbauch-Zwergbeutelratte nicht gefährdet. Sie ist weit verbreitet und kommt auch in mehreren Schutzgebieten vor. Allerdings ist der Lebensraum inzwischen stark fragmentiert und die Gefährdungslage könnte sich relativ schnell ändern.